# Armenien i olympiska vinterspelen 2002
Armenien deltog i olympiska vinterspelen 2002. Armeniens trupp bestod av 9 idrottare varav 4 var kvinnor och 5 var män. Den äldsta av Armeniens deltagare var Arsen Harutiunjan (33 år, 344 dagar) och den yngsta var Maria Krasiltseva (20 år, 86 dagar).

## Resultat

### Alpin skidåkning
- Slalom, herrar
  - Arsen Harutiunjan - Körde ur
- Storslalom
  - Vanesa Rakedzhyan - 47
- Slalom, damer
  - Vanesa Rakedzhyan - 29

### Bob
- Dubbel, herrar
  - Yorgo Alexandrou & Dan Janjigian - 33

### Längdskidåkning
- Sprint, herrar
  - Aram Hadzhiyan - 62
- 15 km, herrar
  - Aram Hadzhiyan - 66
- 30 km, herrar
  - Aram Hadzhiyan - 62
- 50 km, herrar
  - Aram Hadzhiyan - 56
- 10+10 km, herrar
  - Aram Hadzhiyan - 71 q
- Sprint, damer
  - Margarita Nikolyan - 58
- 10 km, damer
  - Margarita Nikolyan - 56
- 15 km, damer
  - Margarita Nikolyan - AC
- 5+5 km, damer
  - Margarita Nikolyan - 69 q

### Konståkning
- Par
  - Maria Krasiltseva & Artyom Znachkov - 20
- Singel, damer
  - Yulia Lebedeva - AC